# Aconoidasida
Classe
Les Aconoidasida sont une classe de protistes de l'Embranchement des Myzozoa. Ce sont des organismes unicellulaires tous parasites de métazoaires.

## Liste des ordres
Selon GBIF (23 avril 2025) :
- Haemospororida Danilewsky, 1995[2]
- Piroplasmorida Wenyon, 1926[3]

## Systématique
Le nom valide de ce taxon est Aconoidasida Mehlhorn (d), Peters (d) & Haberkorn (d), 1980.
Certaines classifications, notamment WoRMS et TaxRef, classent ce taxon dans l'Embranchement des Apicomplexa.
Aconoidasida a pour synonyme : Hematozoa.

## Publication originale
- (en) H. Mehlhorn, W. Peters et A. Haberkorn, « The formation of kinetes and oocysts in Plasmodium gallinaceum and considerations on phylogenetic relationships between Haemosporidia, Piroplasmida, and other Coccidia », Protistologica, 1980, vol. 16, p. 135–154.